# Chrysaora
Chrysaora colorata is een geslacht van schijfkwallen uit de familie van de Pelagiidae. 

## Soorten
- Chrysaora achlyos Martin, Gershwin, Burnett, Cargo & Bloom 1997 (Zwarte zeenetel)
- Chrysaora colorata (Russell 1964) (Paars-gestreepte kwal)
- Chrysaora fulgida (Reynaud 1830)
- Chrysaora fuscescens Brandt 1835
- Chrysaora helvola Brandt, 1838
- Chrysaora hysoscella (Linnaeus 1767) (Kompaskwal)
- Chrysaora kynthia Gershwin & Zeidler, 2008
- Chrysaora lactea Eschscholtz 1829
- Chrysaora melanaster Brandt 1838 (Noordzeenetel of bruine kwal)
- Chrysaora plocamia (Lesson 1832)
- Chrysaora quinquecirrha (Desor 1848) (Atlantische zeenetel)
- Chrysaora scoresbyanna Gershwin & Zeidler, 2008
- Chrysaora southcotti Gershwin & Zeidler, 2008
- Chrysaora wurlerra Gershwin & Zeidler, 2008